# درة شيري غرداب (مقاطعة تشرام)
درة شيري غرداب (بالفارسية: دره شیری گرداب) هي قرية تقع في قسم تشرام الريفي (مقاطعة تشرام) في إيران. يقدر عدد سكانها بـ 158 نسمة بحسب إحصاء 2016.